# Vigg
Vigg (Aythya fuligula) är en fågel som tillhör gruppen dykänder inom familjen änder. Viggen är en ganska liten och kompakt dykand där den adulta hanen är kontrastrikt svart och vit med en tydlig hängande tofs på huvudet. Honan är brunaktig och har en mindre tydlig tofs. Båda könen har gul iris och ljust gråblå näbb med svart näbbnagel. 
Viggen är en palearktisk häckfågel som häckar från Island i väster till Kamtjatka i öster och merparten är flyttfåglar. Häckpopulationen i centrala, och nordvästra Europa är stannfåglar. Den övervintrar i Europa, Afrika och södra Asien. Den föredrar att häcka i grunda näringsrika sjöar och vikar men är ganska pragmatisk när det gäller val av häckningsbiotop. Den lägger 8 till 10 ägg, som ruvas av honan i 25 dagar. Hanarna ger sig av tidigt för att rugga och blir då flygoförmögna under en period. Ungarna blir flygga efter 45–50 dagar men kan lämna honan tidigare. 
Viggen har ett mycket stort utbredningsområde, populationen är mycket stor och utvecklingstrenden bedöms som stabil varför IUCN kategoriserar den som livskraftig.

## Utseende

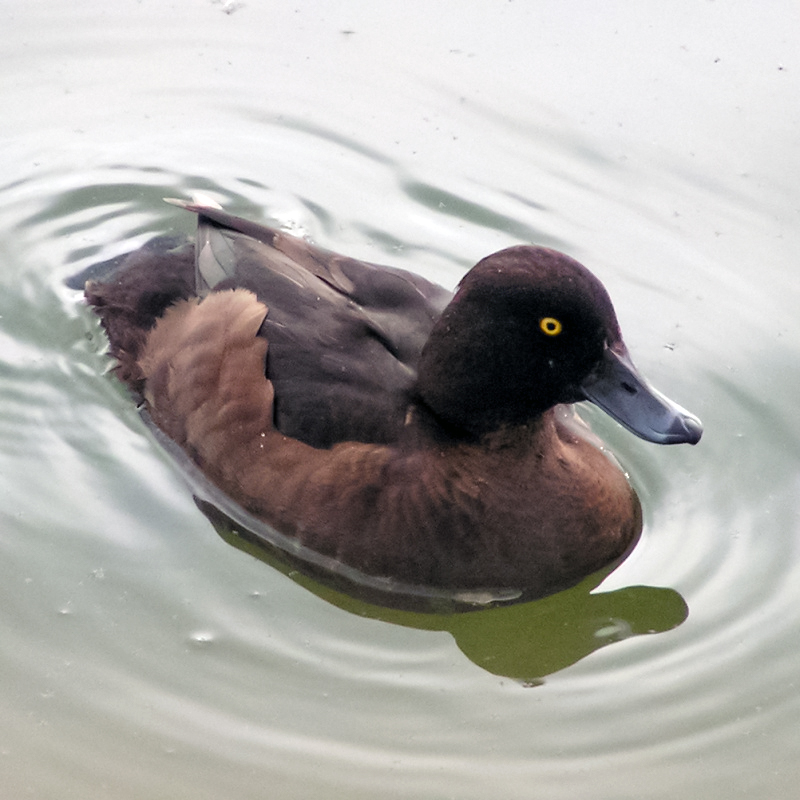
Adult hona.

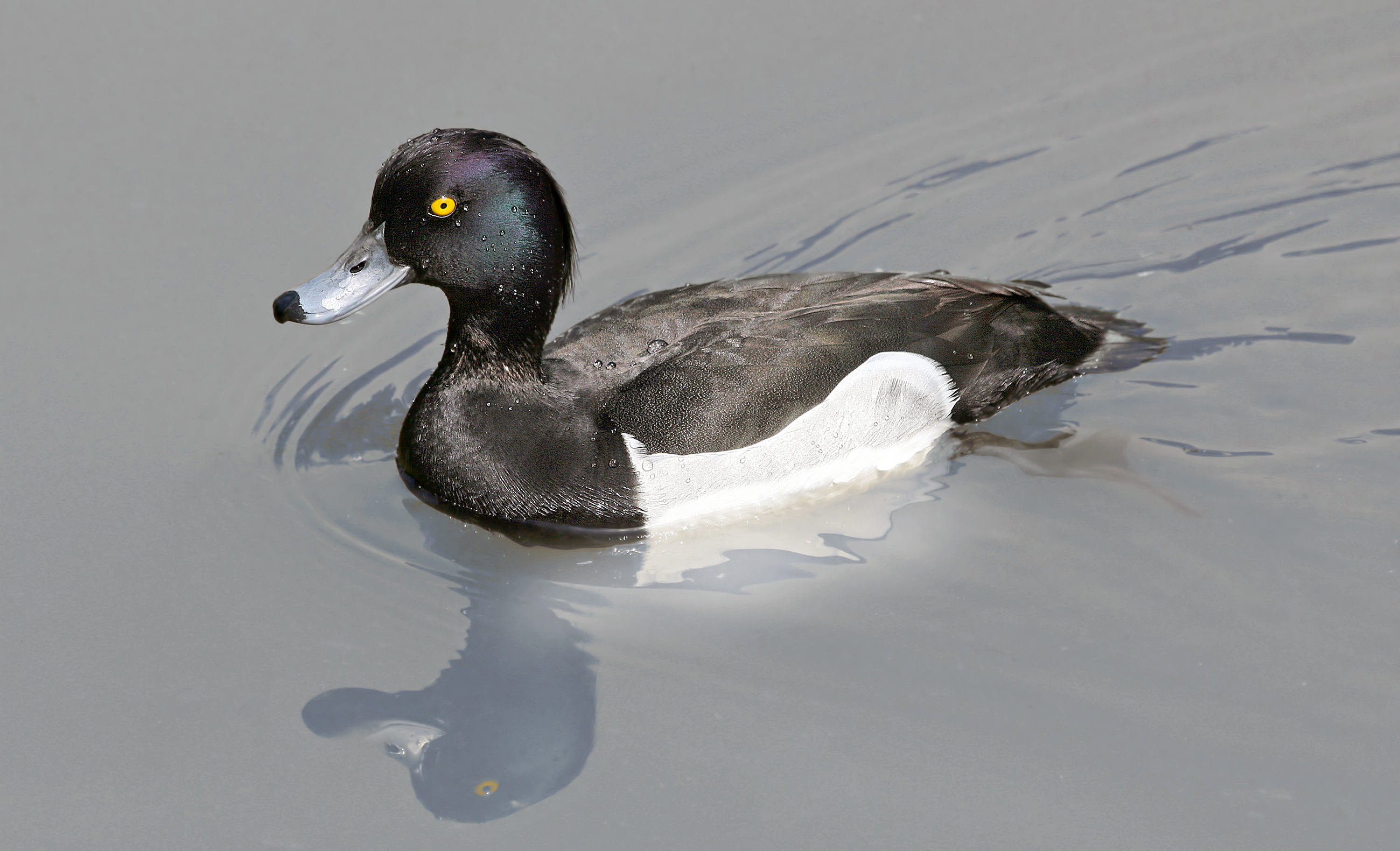
Adult hane.

Viggen är en liten kompakt fågel med ganska lång hals. Dess mest signifikanta drag är tofsen i nacken som hos häckande hanar är lång och nedhängande men mer eller mindre synlig på båda könen och i alla dräkter. Näbben är kort och bred och blågrå till färgen, bredare mot spetsen som är svart. Fågelns totala längd är 40–47 cm och den har ett vingspann på 65–72 cm. 
Den adulta hanen har svart huvud, bröst, ovansida och stjärt, medan sidorna, buken och undersidan av vingarna är vita. Ovansidan av handpennor och armpennor är vita med en tydlig svart avslutning som ett streck på vingkanten. Honan är färgad i olika nyanser av brunt, med en jämnt mörkbrun nyans på rygg och huvud och en ljusare brun på sidorna. Honans buk, undersida av vingar och ovansidan av handpennor och armpennor är vita, precis som på hanen.
Juvenilen är mattare gråbruna till färgen och påminner annars om honor.

## Läten
Från friande hane men även i flykten hörs ett nästan kalkonlikt och fnittrande läte som faller i tonhöjd men ökar i hastighet: "vip vi-vivyvyp". Honan har en skorrande ramsa, "krr krr krr krr", snabbare än brunanden och ljusare än berganden.

## Utbredning
Viggen är en palearktisk häckfågel som häckar från Island i väster till Kamtjatka och västra Aleuterna i öster. Som sydligast häckar den lokalt i Spanien, norra Italien, norra Bosnien och Hercegovina och vid Donaus delta vid Svarta havet. Den är i merparten av sitt utbredningsområde en flyttfågel men i centrala, och nordvästra Europa är den till största delen en stannfågel. På vintern förekommer den lokalt i södra Europa, norra och centrala Afrika (så lång söderut som Kenya), Mellanöstern, Indien och Sydostasien, så långt söderut som norra Filippinerna. Vintertid kan den ibland uppträda utmed USA:s och Kanadas kuster. Den kan också vara härdig och bara dra sig bara undan isen och den ses ligga i stora flockar så långt norr ut som utanför Florø i Norge och vid sydvästra Island.

### Förekomst i Sverige

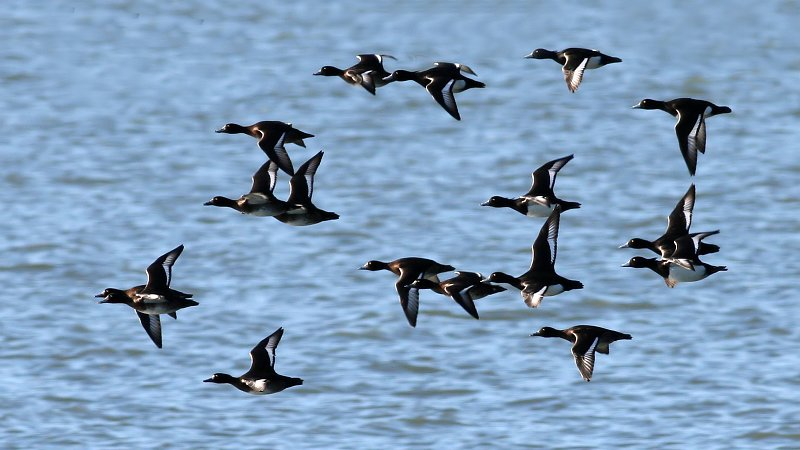
Flock fotograferad i december i Österrike.

I Sverige är den på sommaren vanligast i Norrland och Sveriges östliga delar, men häckar i stort sett i hela landet. Merparten lämnar Sverige under vintern men vissa övervintrar i södra Sverige. Vigg nämns första gången i en svensk kontext 1611 av Sigfrid Aron Forsius då arten förmodligen bara fanns etablerad i Bottniska viken eller i landets norra delar. Under de senaste 150 åren har viggens utbredningsområde expanderat kraftigt åt väster och söder. Det dröjde till 1850-talet innan viggen på allvar etablerade sig i södra Sverige. Den riktigt stora ökningen skedde inte förrän in på 1910- och 1920-talen och viggen hade sina absoluta toppnoteringar mellan 1950- och mitten på 1970-talet. Det samlade beståndet av vigg i Sverige beräknas idag vara mellan 40 000 och 60 000 par.

## Ekologi

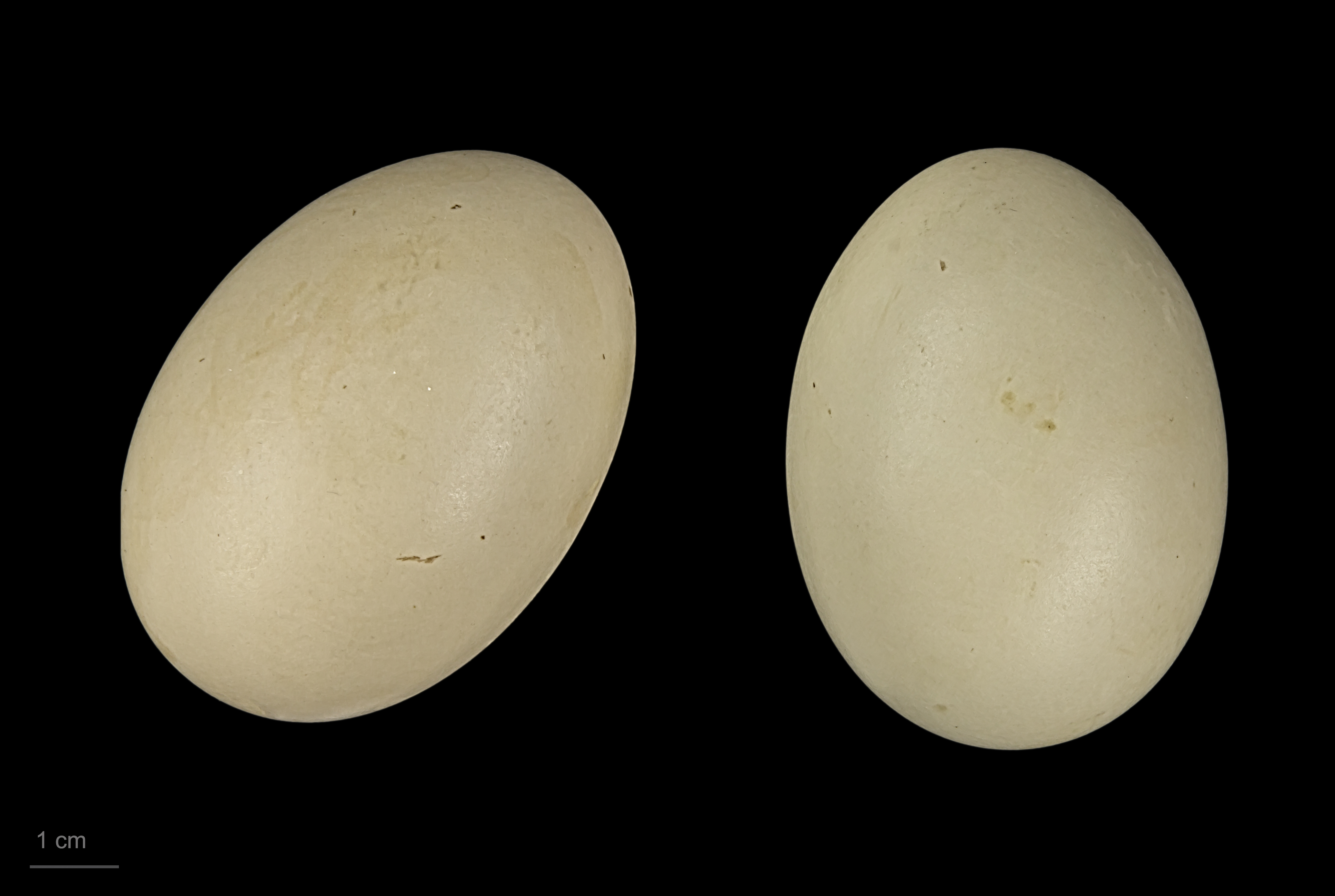
Ägg av vigg. Museumspecimen.

### Biotop och häckning

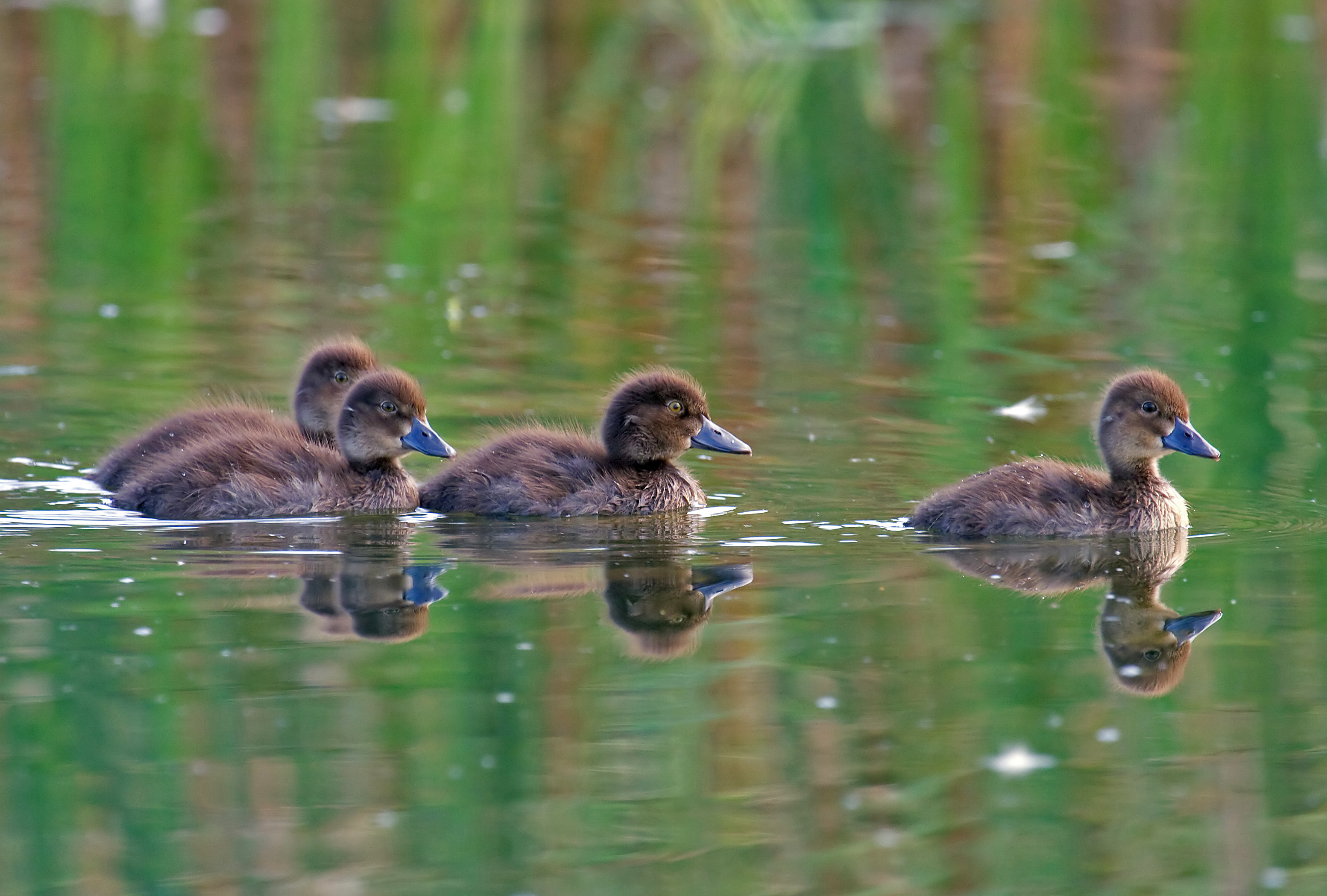
En vecka gamla ungar.

Eftersom viggen är pragmatisk vad gäller val av häckningsbiotop, hittar man den i stora antal på många olika platser. Den häckar ofta i sötvatten som skogssjöar, fjäll- och tundravatten, lugnar åar, eller parkdammar, men den häckar också vid havskuster. Den föredrar att häcka i grunda eutrofa sjöar, vikar och i skärgården gärna flader.
Viggen häckar första gången vid ett eller två års ålder och paret håller bara ihop under en häckningssäsong. De häckar antingen ensamma eller i löst sammanhållna grupper, ibland upp emot hundratals häckande honor, gärna tillsammans med måsar och tärnor som ger arten visst skydd. Ensamhäckande par placerar ofta boet mer skyddat medan grupphäckare placerar boet mer öppet. Boet kan placeras i klippskrevor, under en buske eller i skydd av ljung och då läggs ofta mindre arbete på att konstruera boet. På andra platser kan större omsorg läggas på bokonstruktionen och byggs då ofta av torrt gräs och starr. Boet fodras med dun.
Viggen lägger åtta till tio grågröna eller blygrå ägg, som ruvas av honan i 25 dagar. Två honor kan lägga ägg i samma bo. I ovanliga fall lägger viggen sina ägg i en annan andfågels bo varför det sällsynt förekommer att viggungar simmar tillsammans med exempelvis ejder. Honan ligger hårt på äggen och lämnar först när faran är mycket nära. Vid sådana tillfällen avger hon fränt luktande exkrement i mitten av boet. Redan under ruvningen lämnar hanarna honan och samlas på andra platser för att rugga. Under denna ruggingsperiod som inträffar i slutet av juni till början av september är hanarna flygoförmögna i tre till fyra veckor. Ungarna blir flygga efter 45–50 dagar men kan lämna honan mycket tidigare. Under vintern kan arten ansamlas i mycket stora flockar på tusentals individer.

### Föda

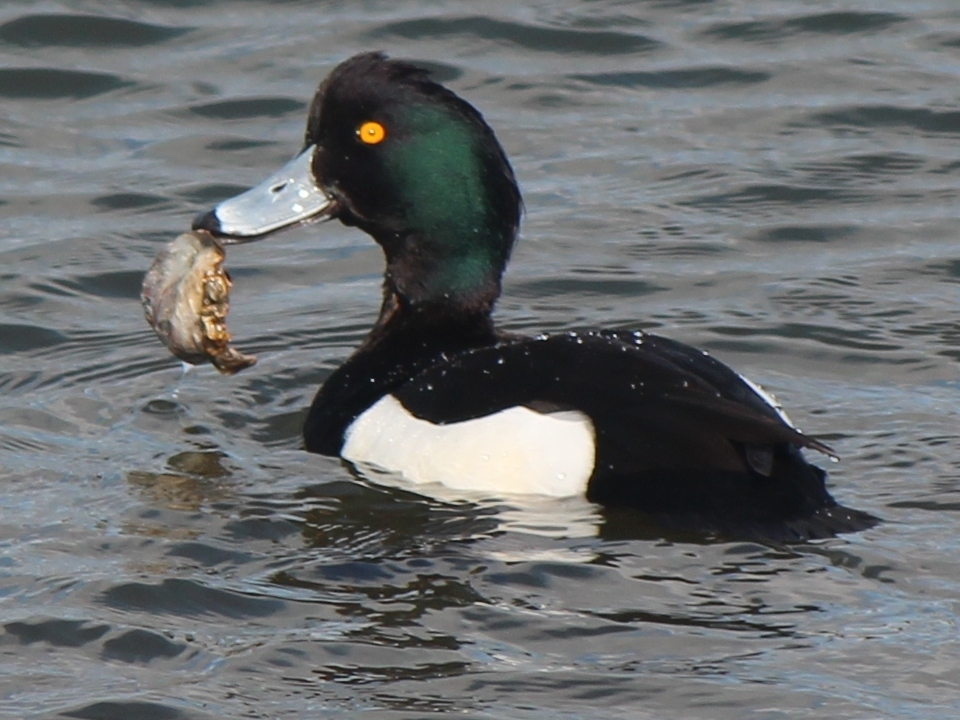
Födosökande hane i Japan.

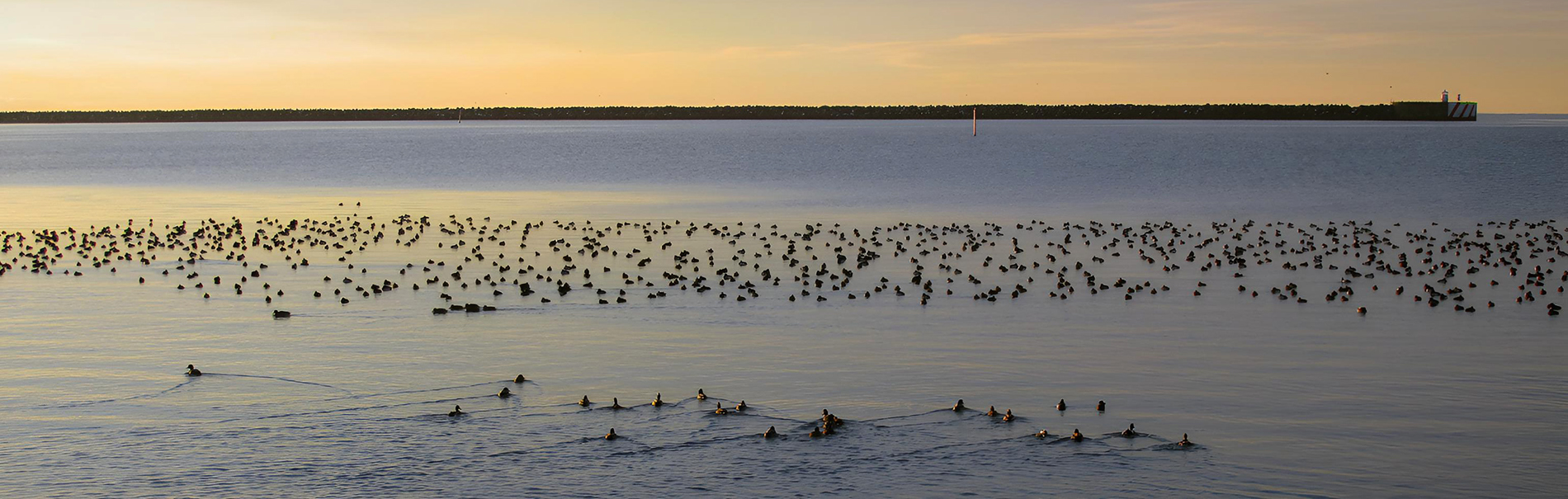
Under vintern samlas ofta viggar i stora flockar.

Viggen födosöker oftast på grunt vatten och dyker sällan mer än tre meter. Den har en varierad kost som skiljer sig beroende på geografiska skillnader och årstid. Viktig föda utgörs av snäckor, musslor, kräftdjur, småfisk, vatteninsekter och vattenväxter.

## Viggen och människan

### Status och hot
Viggen hotas av habitatförstöring av exempelvis oljespill, torrläggning av våtmarker eller igenväxning där betande djur försvinner. Den är också känslig för störningar på grund av ökad mänsklig rekreationsaktivitet vid inlandsvatten och predation av introducerade minkar som tar sig till häckningsöar. Vigg jagas som rekreation i Danmark, Italien och Iran, och den jagas kommersiellt i Iran. Ägg av vigg skattades tidigare på Island och det kan fortfarande förekomma.
Viggens utbredningsområde är mycket stort och den globala population är också mycket stor och uppskattas till 2 600 000–2 900 000 individer. Populationstrenden bedöms som stabil och allt detta sammantaget gör att IUCN inte bedömer viggen som hotad utan livskraftig (LC). Även i Sverige bedöms beståndet livskraftigt och arten tas därför inte upp på Artdatabankens rödlista.

### Namn
Vigg kan betyda kil eller blixt och trivialnamnet syftar förmodligen på hanens nacktofs. Dess vetenskapliga artepitet fuligula betyder ’sotig’.

### I kulturen
Den svenska filmaren Bertil Danielsson gjorde 1955 naturfilmen Viggen Viggo, om en vigg, vilken erhöll Sveriges första Prix Italia 1957.
Barnboksförfattaren och tecknaren Bertil Almqvist släppte 1964 boken Berättelsen om Lille Vigg som inte ville vara så liten.